# بریکوت، دیر بالا
بریکوت (به انگلیسی: Barikot) یک منطقهٔ مسکونی در پاکستان است که در خیبر پختونخوا واقع شده‌است.